# 漆侠
漆侠（1923年3月12日—2001年11月2日），原名漆仕荣，字剑萍，笔名范今、张戈扬、万钧、泛金、季子涯，山东巨野县龙锢集人，中国历史学家。

## 生平
1923年生于山东省巨野县，1944年考入国立西南联合大学历史系，1948年自北京大学毕业后，入北大文科研究所史学部读研究生。1951年3月至1953年12月在中国科学院近代史研究所工作，任助理研究员。自1953年，任教于天津师范学院（后改称天津师范大学、河北大学）。后任河北大学历史研究所所长、教授、博士生导师，兼任中国史学会理事、中国宋史研究会长、中国农民战争史学会顾问（原理事长）、河北省历史学会会长、河北省社科联副主席等职。
2001年11月2日8时40分因医疗事故逝世于河北保定，享年79岁。

## 著作
漆侠在中国古代史、宋辽夏金史、中国农民战争史、宋代经济史、宋代学术思想史等领域有开创性研究。其先后出版《隋末农民起义》、《唐太宗》、《王安石变法》、《秦汉农民战争史》、《两宋政治经济问题》（合著）、《宋代经济史》、《辽夏金经济史》（合著）、《求实集》、《知困集》、《探知集》、《宋学的发展和演变》（遗著）、《历史研究法》（遗著）等学术专著，在国内外发表学术论文150余篇。